# Bruce Lewandowski

Wappen von Bruce Alan Lewandowski

Bruce Alan Lewandowski CSsR (* 8. Juni 1967 in Toledo, Ohio) ist ein US-amerikanischer römisch-katholischer Ordensgeistlicher und Bischof von Providence.

## Leben
Bruce Lewandowski besuchte das Saint Alphonsus College in Suffield und das Holy Redeemer College in Washington. Anschließend trat Lewandowski der Ordensgemeinschaft der Redemptoristen bei und legte am 10. September 1988 die erste Profess ab. Von 1988 bis 1994 studierte er Katholische Theologie an der Washington Theological Union. Lewandowski empfing am 7. Mai 1994 in der Basilica of the National Shrine of the Immaculate Conception in Washington, D.C. das Sakrament der Priesterweihe.
Nach der Priesterweihe war Bruce Lewandowski zunächst als Pfarrvikar der Pfarrei Saint Cecilia in Manhattan tätig, bevor er 1996 Pfarrvikar der Pfarrei Immaculate Conception in der Bronx wurde. Von 1998 bis 2000 war er Missionar am Seelos House in Vieux Fort auf St. Lucia. 2000 wurde Lewandowski Pfarrer der Pfarrei Saint Boniface in Philadelphia. Von 2006 bis 2011 war Bruce Lewandowski als Pfarrer der Pfarrei Visitation of the Blessed Virgin Mary in Kensington tätig, bevor er Bischofsvikar für die Künstlerseelsorger im Erzbistum Philadelphia wurde. 2016 wurde Lewandowski Pfarrer der Pfarrei Sacred Heart of Jesus in Baltimore und seit 2019 war er zudem Delegat für die Seelsorge an den Hispanics im Erzbistum Baltimore.
Am 10. Juni 2020 ernannte ihn Papst Franziskus zum Titularbischof von Croae und zum Weihbischof in Baltimore. Der Erzbischof von Baltimore, William Edward Lori, spendete ihm am 18. August desselben Jahres in der Kathedrale Maria Königin in Baltimore die Bischofsweihe; Mitkonsekratoren waren der Weihbischof in Baltimore, Adam John Parker, und der Weihbischof in Philadelphia, John Joseph McIntyre.
Am 8. April 2025 ernannte ihn Papst Franziskus zum Bischof von Providence. Die Amtseinführung fand am 20. Mai desselben Jahres statt.